# Кадел Еванс
Кадел Еванс (енгл. Cadel Evans; Катерина, 14. фебруар 1977) бивши је аустралијски професионални бициклиста у периоду од 2001 до 2015. године. Пре тога, Еванс је возио моунтајн бајк и био је двоструки светски шампион, а на олимпијским играма у Сиднеју 2000. године, Еванс је освојио седмо место у крос каунтрију. 2001. године, потпуно се посветио друмском бициклизму. највећи успех остварио је 2011. године, када је освојио Тур де Франс, поставши први аустралијансјки и званично други неевропски победник Тура, након Грега Лемонда.

## Детињство
Кадел Еванс је рођен у Катерини, у Аустралији, од оца Пола Еванса и мајке Хелен. Детињство је провео у општини Бугунга, 80 km источно од Катерине. Кад је имао 7 година, коњ га је ударио у главу и био је седам дана у коми. 1986. године, родитељи су му се развели и прво се преселио са мајком у Армидејл, а затим у Мелбурн, где његова мајка и данас живи. Завршио је средњу школу у Мелбурну. Отац га је описао као сјајног студента, а иначе само је дете које оставља своје играчке около. "Ни у својим најдивљијим сновима не бих претпоставио да ће мој син постати врхунски спортиста" рекао је Евансов отац.

## Каријера у моунтајн бајку
Интернационалну каријеру почео је 1995. као стипендиста у Аустралијском институту за спорт Моунтајн бајку. Тренер му је био Дамијан Гранди до 1998. Док је био на Аустралијском институту за спорт, тестови су показали да има изузетно велики обим плућа и да може да упије више кисеоника сваким удисајем него 99,9% светске популације. Због способности, постао је познат и као "плућа".
Еванс је освојио бронзану медаљу на јуниорском светском првенству у моунтајн бајку 1995. године и на јуниорском светском првенству у вожњи на хронометар. Сребрну медаљу је освојио на светском првенству за возаче до 23 године 1997. и 1999. године. 1998. и 1999. освојио је такмичење у крос каунтрију, које је било одржавано у склопу светског првенства у моунтајн бајку. Возио је за тим Кенондејл волво. 2001. је прешао у друмски бициклизам.

## Професионална каријера

### Почетак каријере
Еванс је контактирао и радио са Микелеом Фераријем у лето 2000. Како је касније изјавио, рад је био заснован само на тестовима и није са њим сарађивао након тога.
Године 2001, прешао је потпуно у друмски бициклизам у тим Саеко, са којим је освојио Тур Аустрије. 2002. године, прешао је у Мапеј, где је радио са Алдом Сасијем, који му је много помогао да се трансформише из моунтајн бајкера у гранд тур конкурента. Саси је умро од рака 2010. године, а Еванс је своју победу на Тур де Франсу 2011. посветио њему.
Године 2002, учествовао је на свом првом гранд туру, Ђиро д'Италији, где је завршио на 14 месту и носио је розе мајицу један дан.
Након Мапеја, возио је две године за тим Телеком, са којим је освојио Тур Аустрије 2004. године.

### 2005—2009.
Године 2005. прешао је у Лото тим. Исте године учествовао је на Тур де Франсу и освојио је осмо место.
Године 2006, Еванс је освојио Тур Романдије, где је победио Шпанце, Алехандра Валвердеа и Алберта Контадора, а затим је освојио пето место на Тур де Франсу, али му је припало четврто место након одузимања победе Флојду Лендису због допинга. Еванс је проглашен за Аустралијског бициклисту године.
Године 2007, Еванс освојио је етапу 13 на Тур де Франсу, а на етапи 19 освојио је друго место и уз добро издање у планинама, Еванс је завршио Тур на другом месту, иза Алберта Контадора. Након Тура, освојио је четврто место на Вуелти, пето на светском првенству и шесто на Ђиро ди Ломбардији, што му је донело победу у УЦИ рангирању. Опет је био аустралијски бициклиста године.
2008. године, бициклистички тим Астана није позван на Тур де Франс, што је значило да нема Контадора и Еванс је био први фаворит. Ипак, Карлос Састре га је победио, узевши му преко 2 минута на етапи 17, Алп ду ез, што Еванс није успио да надокнади на хронометру, завршио је опет на другом месту, 58 секунди иза Састреа. На олимпијским играма у Пекингу, Еванс је заузео 15 место, 22 секунде иза победника Самјуела Самчеза. Четири дана касније, освојио је пето место у вожњи на хронометар.
Године 2009, година је била Евансова задња у Лото тиму. Слаба подршка тима и лошија форма, узроковали су да Еванс заврши Тур де Франс тек на 30 месту. На Вуелта а Еспањи, освојио је треће место, чиме је ушао у одабрани круг возача који су носили лидерске мајице на сва три гранд тура. У септембру, освојио је светско првенство и по трећи пут је освојио звање Аустралијског бициклисте године.

### 2010.
Након лоше сарадње на Туру 2009. године, Еванс је кренуо у потрагу за тимом који ће га боље подржати. 2010. године, прешао је у швајцарски професионални тим БМЦ. Еванс је освојио Флеш Валон. На Ђиро д'Италији, узео је лидерску мајицу након друге етапе, а затим је победио у спринту на седмој етапи, након што је издржао неколико напада од Александра Винокурова у задњих десет километара. Завршио је Ђиро на петом месту и освојио је класификацију по поенима. На Тур де Франсу, Еванс је носио жуту мајицу на деветој етапи, где је возио са повредом левог колена, након пада на осмој етапи. На деветој етапи је изгубио много времена, што га је коштало жуте мајице и озбиљније борбе за генерални пласман, завршио је на 26 месту, 50 минута иза Алберта Контадора.

### 2011.
Еванс је имао добар почетак 2011. године. Освојио је Тирено—Адриатико и Тур Романдије, пропустио је Ђиро д'Италију да би се спремио за Тур де Франс. На Критеријуму Дофине, главној припремној трци за Тур де Франс, завршио је на другом месту, иза Бредлија Вигинса.  Након две лоше сезоне на Туру, Еванс није био први фаворит 2011. године, поготово у јеку борбе Алберта Контадора и Ендија Шлека, али почео је добро, друго место на првој етапи, а затим је победио на четвртој етапи. У наредним етапама, Еванс је контролисао трку, трудећи се да остане у топ 5, са што мање заостатка пред хронометар на етапи 20. На етапи 19, Енди Шлек је напао, а Еванс је био приморан да стиже, без тимске помоћи и незаинтересованости тренутног лидера Томаса Воклера, Еванс је знао да мора да изгуби што мање времена, изгубио је минут, који је надокнадио на хронометру и постао први Аустралијанац и други неевропски победник Тур де Франса. Такође, постао је најстарији шампион у послератном периоду.
У Аустралији је владала велика еуфорија и проглашен је национални празник. Аустралијанци су Евансову победу на Туру упоредили са победођ Аустралије на Америчком купу 1983. године, што је било њихово највећи успех у спорту. Премијерка, Џулија Гилард, лично је назвала Еванса да му честита.

### 2012.
Године 2012, годину, почео је освајањем Критеријума Интернационал. Еванс је освојио престижну етапу на Критеријуму Дофине, када је напао на задњем успону, стигао и одспринтао Жерома Копела и Андреја Кашешкина. На хронометру на Бредли Вигинс је стигао Еванса, који је стартовао два минута пре њега, тада је било јасно да Еванс није први фаворит за освајање Тура. На крају, на Критеријуму Дофине, Еванс је освојио треће место и класификацију по поенима.
На Тур де Франсу, Еванс је завршио други на седмој етапи и узео је жуту мајицу. На деветој етапи, на хронометру, завршио је на шестом месту, минут и по иза Вигинса који је од тог тренутка био лидер. На етапи 11, Еванс је напао заједно са сувозачем Тиџејем Ван Гардереном на 60 km до циља, ухваћени су и Еванс је отпао и изгубио је још минут и по. 14 етапа је била неутралисана за генерални пласман што се тиче тима Скај и Бредлија Вигинса, јер су ексерчићи били бачени по путу и Еванс је морао три пута да мења точак због пробушене гуме. Возачи из тима Скај су поручили осталима у групи да возе полако и чекају остале који су имали проблем, укључујући и Еванса. Након што су возачи из БМЦ-а вратили Еванса у групу, кад су пролазили поред аутомобила поздравили су возило Скаја, да им захвале на спортском гесту. Еванс је из борбе испао на 16 етапи, где је изгубио прикључак са водећима на задњем успону, пао је на седмо место, иза сувозача, Ван Гардерена. На задњем хронометру, Еванс је изгубио мбого времена, стигао га је и Ван Гардерен, који је стартовао три минута после њега. Еванс је завршио Тур на седмом месту, 15 минута иза Вигинса.
На олимпијским играма, Еванс није био приметан, а затим је отказао наступе у Квебеку и Монтреалу, да би одморан дочекао нову сезону.

### 2013.
Године 2013, годину, почео је освајањем трећег места на Туру Омана, а затим је завршио осми на Ђиро дел Трентино трци. Евансов план је био да вози и Ђиро д'Италију и Тур де Франс. На Ђиру, Еванс је имао друго место до задње брдске ерапе, када га је изгубио од Ригоберта Урана. Освајањем трећег места на Ђиру, Еванс је спреман дочекао Тур де Франс, као лидер свог тима. Испоставило се да Евансови планови нису добри, био је превише уморан да би био конкурентан на Туру, отпадао је на брдским етапама, Тиџеј Ван Гардерен је жртвовао свој генерални пласман да би му помагао, али било је безуспешно. Еванс је завршио на 39 месту.

### 2014.
Године 2014, Еванс је освојио Ђиро дел Трентино, уз две етапе, а на Ђиро д'Италији освојио је осмо место. Затим је завршио други на Тур Даун Андер трци и на нациоанлном првенству. Задњи гранд тур у каријери, била му је Вуелта а Еспања, где није био запажен, завршио је на 52 месту.

### 2015.
Задња трка у каријери, била му је трка отворена њему у част, Кадел Еванс велика Океанска трка, где је завршио пети. Након трке, Еванс је објавио да завршава каријеру.
Еванс је сада глобални амбасадор тима БМЦ.

## Приватни живот
Године 2005, Еванс се оженио са Кјаром Пасерини, Италијанском пијанисткињом, коју је упознао крајем 2002. године. У јануару 2012. године, усвојили су сина Робела, из Етиопије, који је тада имао шест месеци. Развели су се 2015. године.
Дана 10. јуна 2013. Еванс је добио орден Аустралије.